# Leucopis aphidiperda
Leucopis aphidiperda is een vliegensoort uit de familie van de Chamaemyiidae. De wetenschappelijke naam van de soort is voor het eerst geldig gepubliceerd in 1847 door Rondani.